# Giovanni Bellini
Giovanni Bellini (khoảng 1430 – 26 tháng 11 năm 1516) là một họa sĩ Ý trong thời kỳ Phục Hưng, nổi tiếng nhất trong gia đình Bellini vốn là dòng họ họa sĩ tại Venice. Cha của ông là Jacopo Bellini, anh của ông là Gentile Bellini, và anh rể là Andrea Mantegna. Ông được coi là người đã cách mạng hóa tranh vẽ phong cách Venice, giúp các bức tranh này thêm phong cách gợi cảm và đa màu sắc. Thông qua việc sử dụng sơn dầu có màu rõ ràng và chậm khô, Giovanni tạo ra phong thái sâu sắc và các bóng mờ chi tiết. Phong cách sử dụng màu sắc đa dạng và cảnh quan quen thuộc đã có một ảnh hưởng lớn đến trường phái tranh thành Venice, đặc biệt đối với hai học trò của ông, Giorgione và Titian.

## Tác phẩm

Tác phẩm điển hình
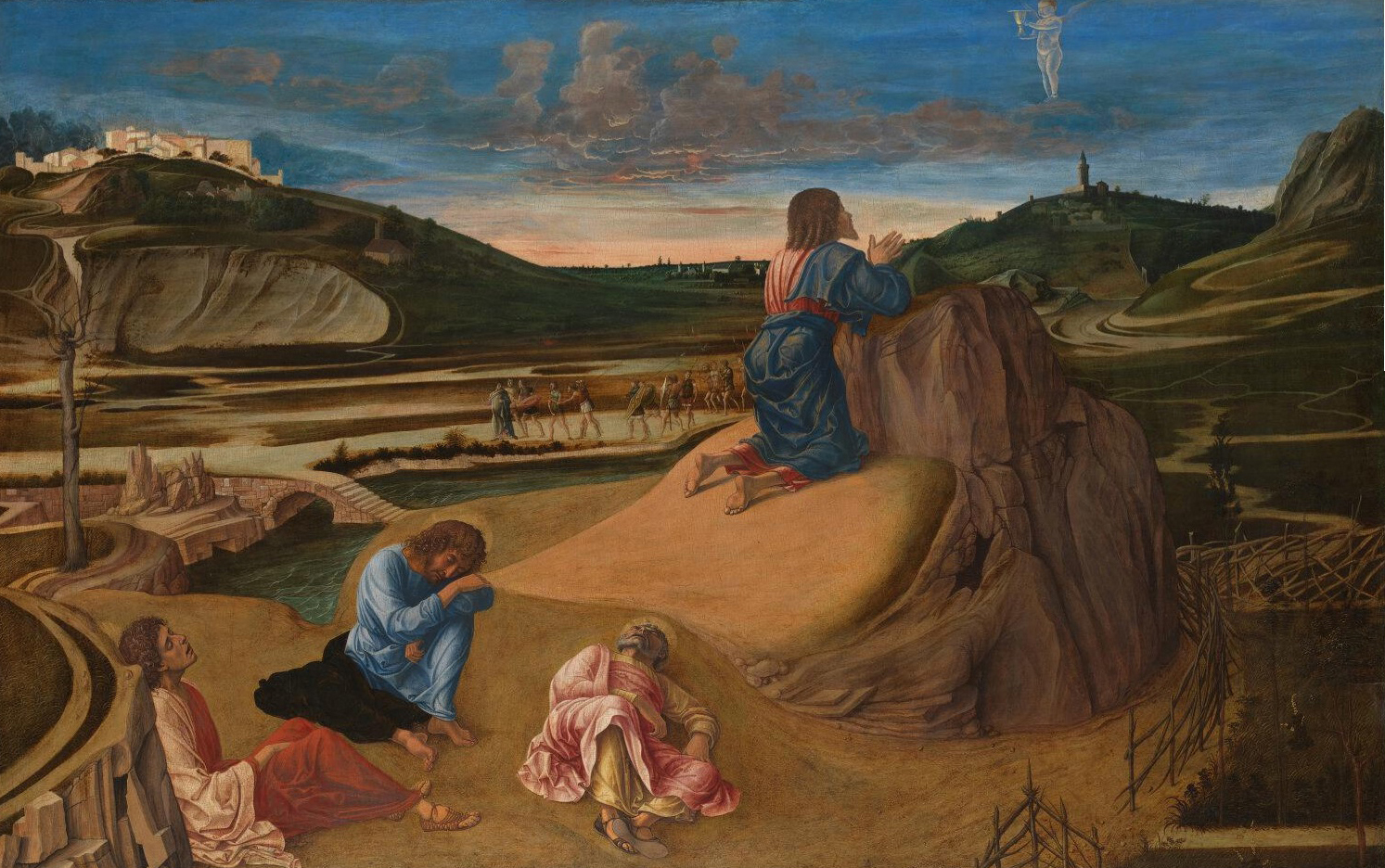
Bellini, Giovanni ~ Agony in the Garden, c. 1459, National Gallery, London
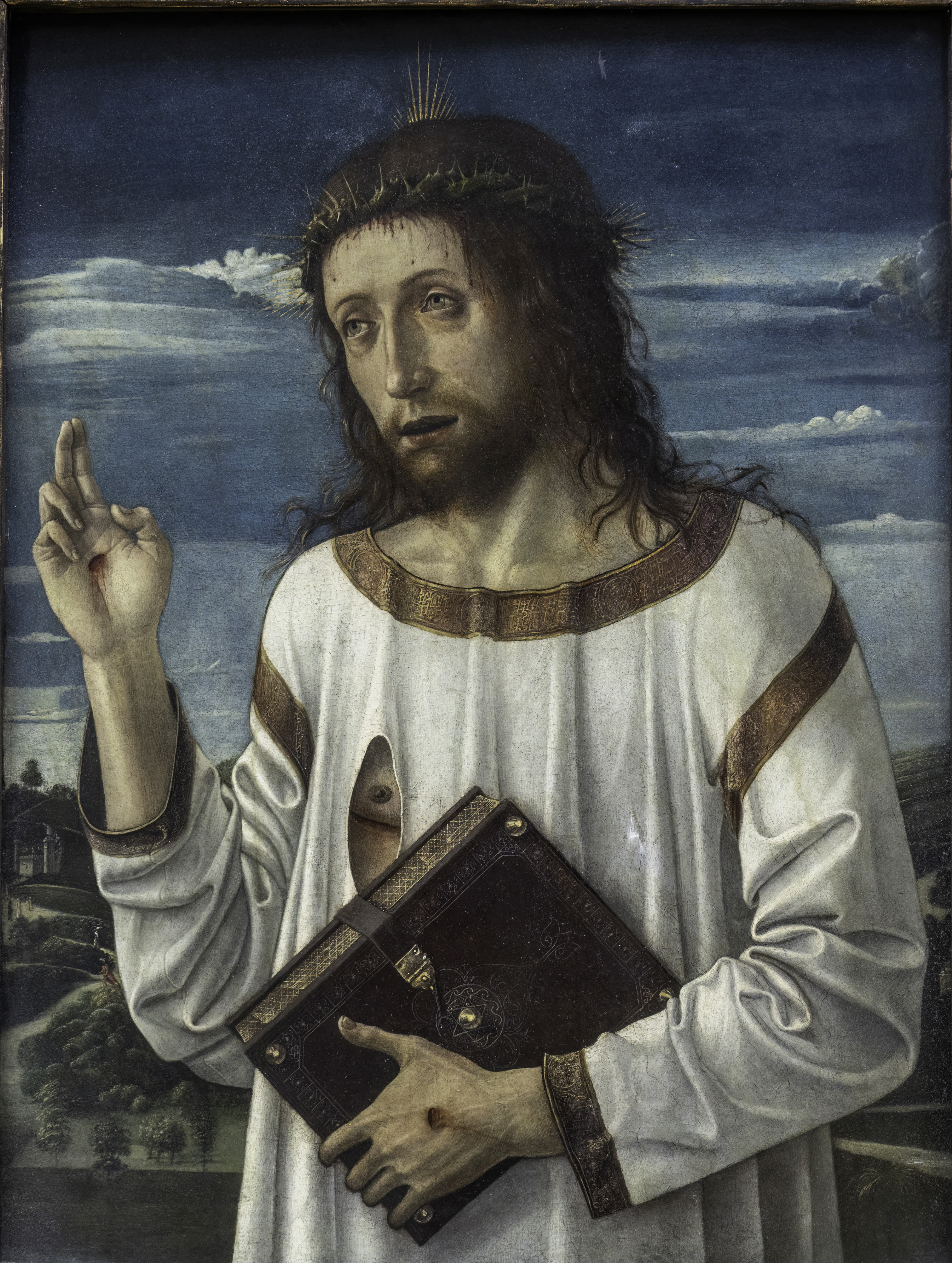
Le Christ Bénissant, 1465-1470. The tunic hem is extensively decorated with pseudo-Kufic (see detail).
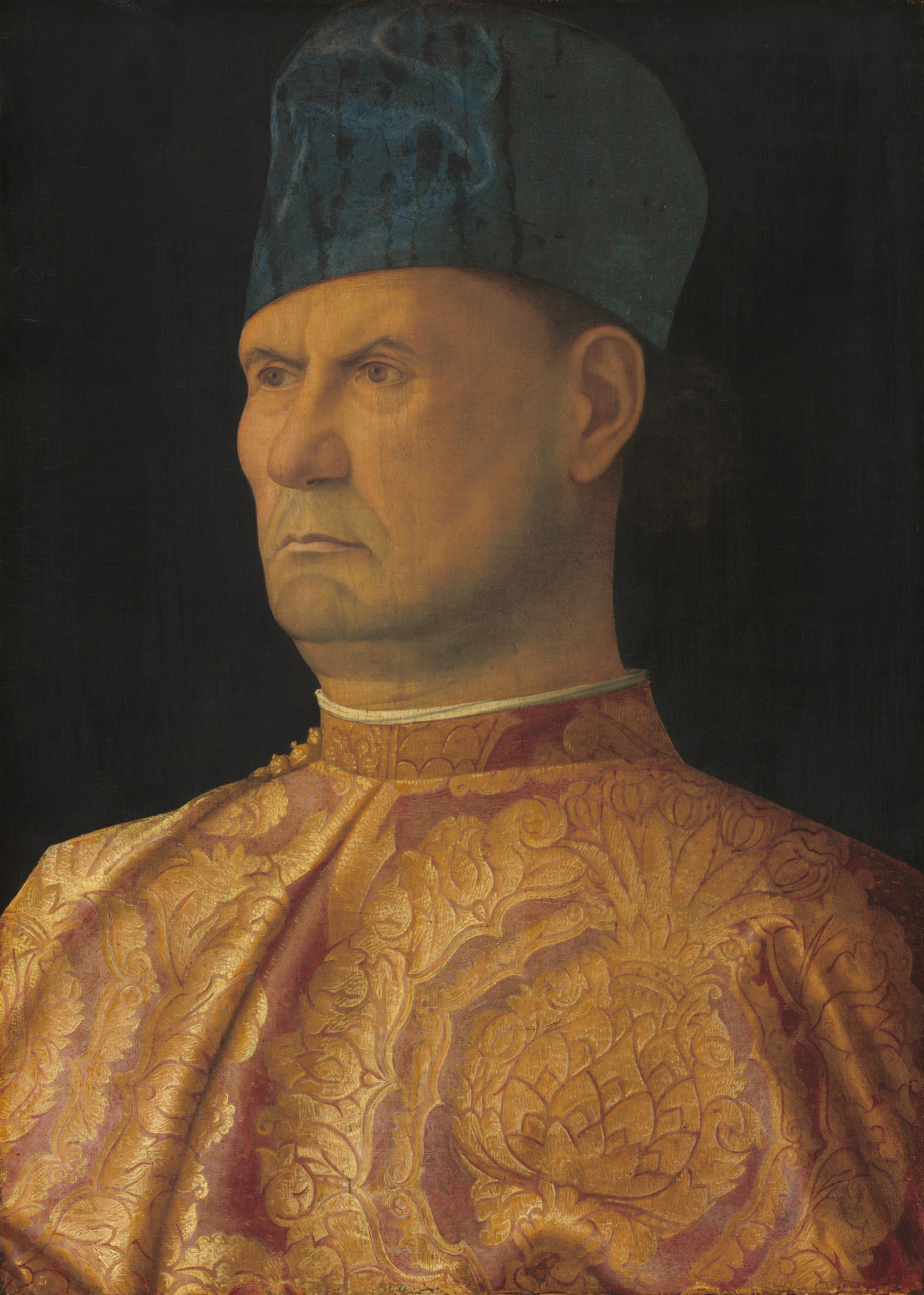
Bartolomeo d'Alviano (1455-1515)
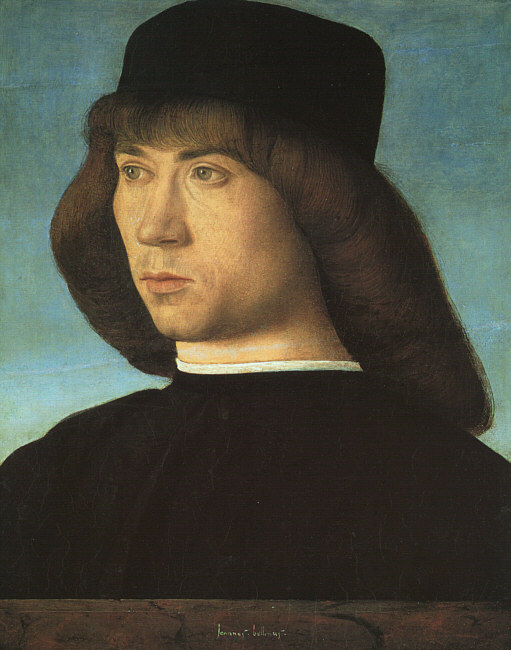
Bellini, Giovanni ~ Portrait of a Young Man, National Gallery of Art. Washington DC
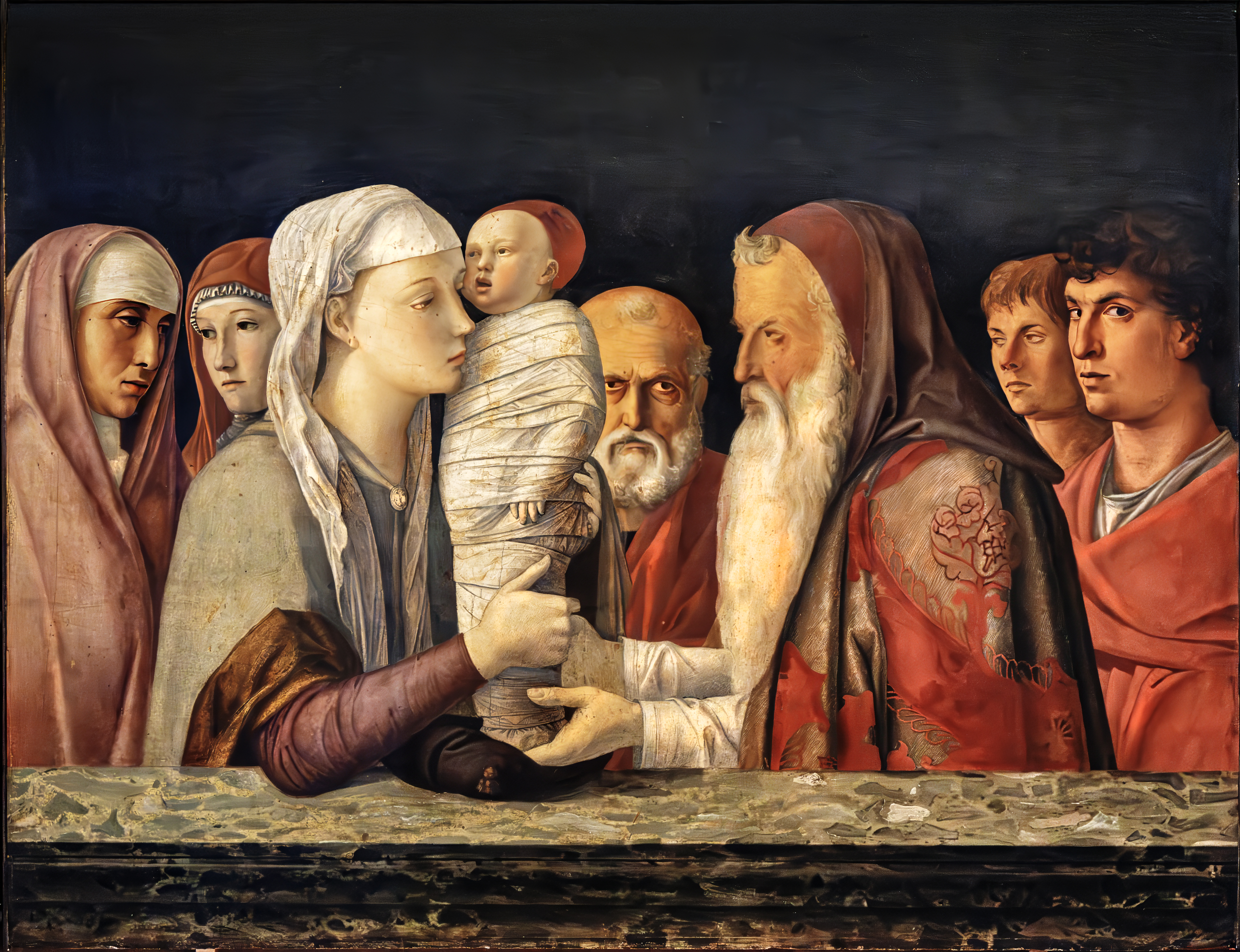
Bellini, Giovanni ~ The Presentation at the Temple, c1459, Galleria Querini Stampalia, Venice.
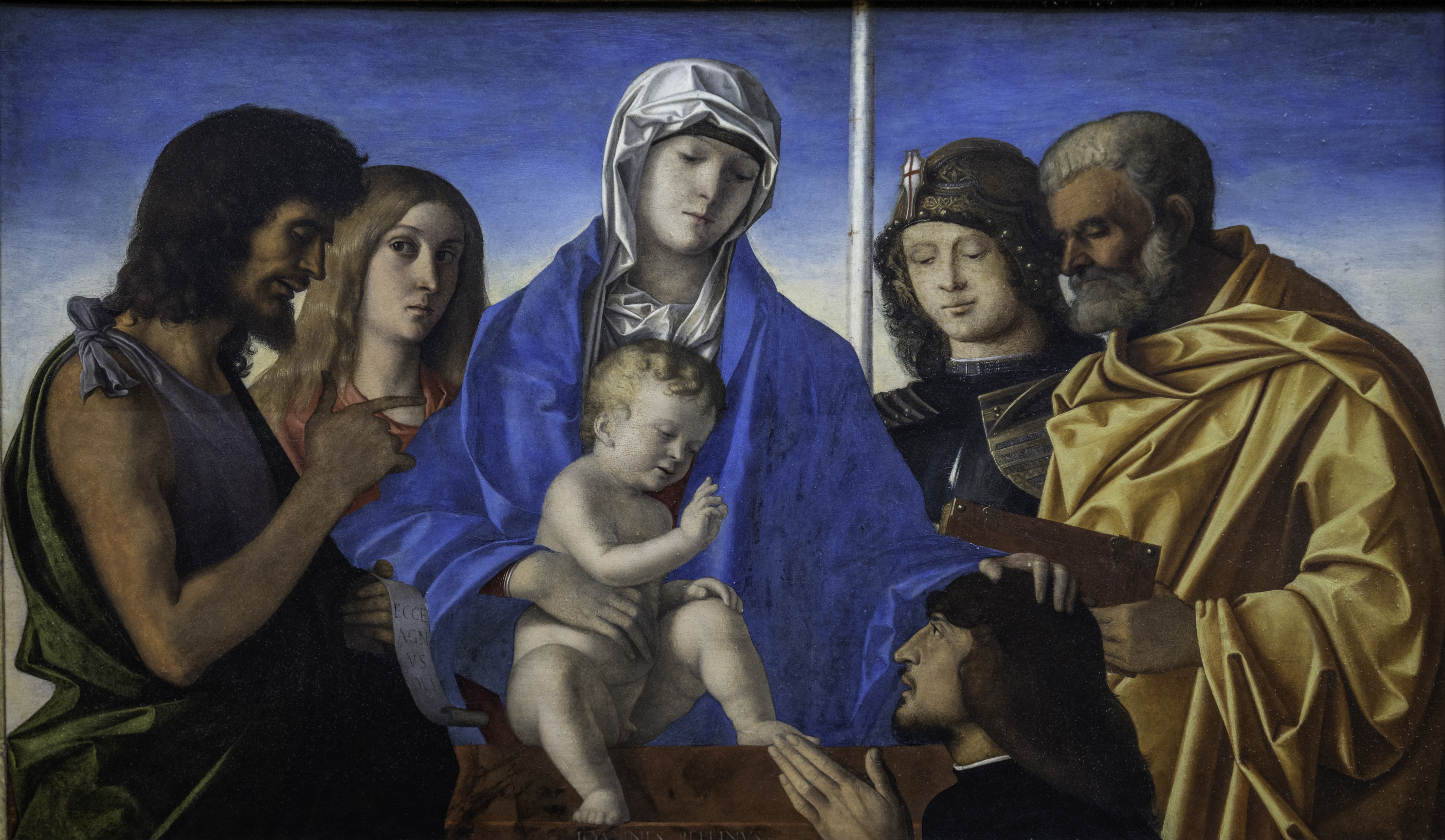
The Virgin and Saints
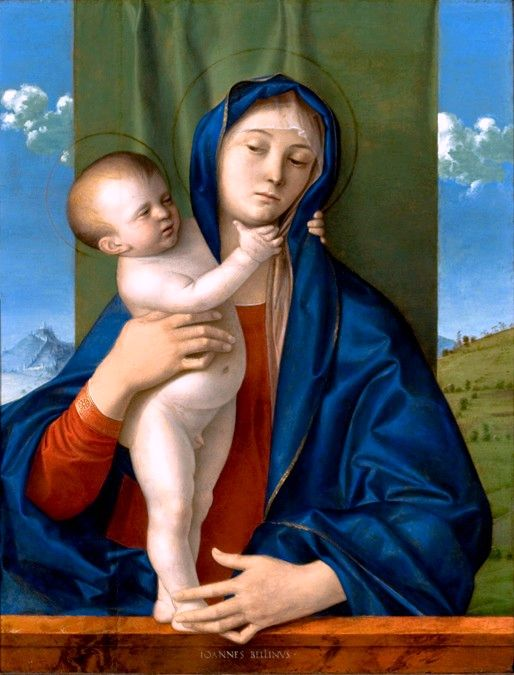
Bellini, Giovanni ~ Madonna Willys, 1480-1490, Oil on panel São Paulo Art Museum, São Paulo
Christ supported by angels
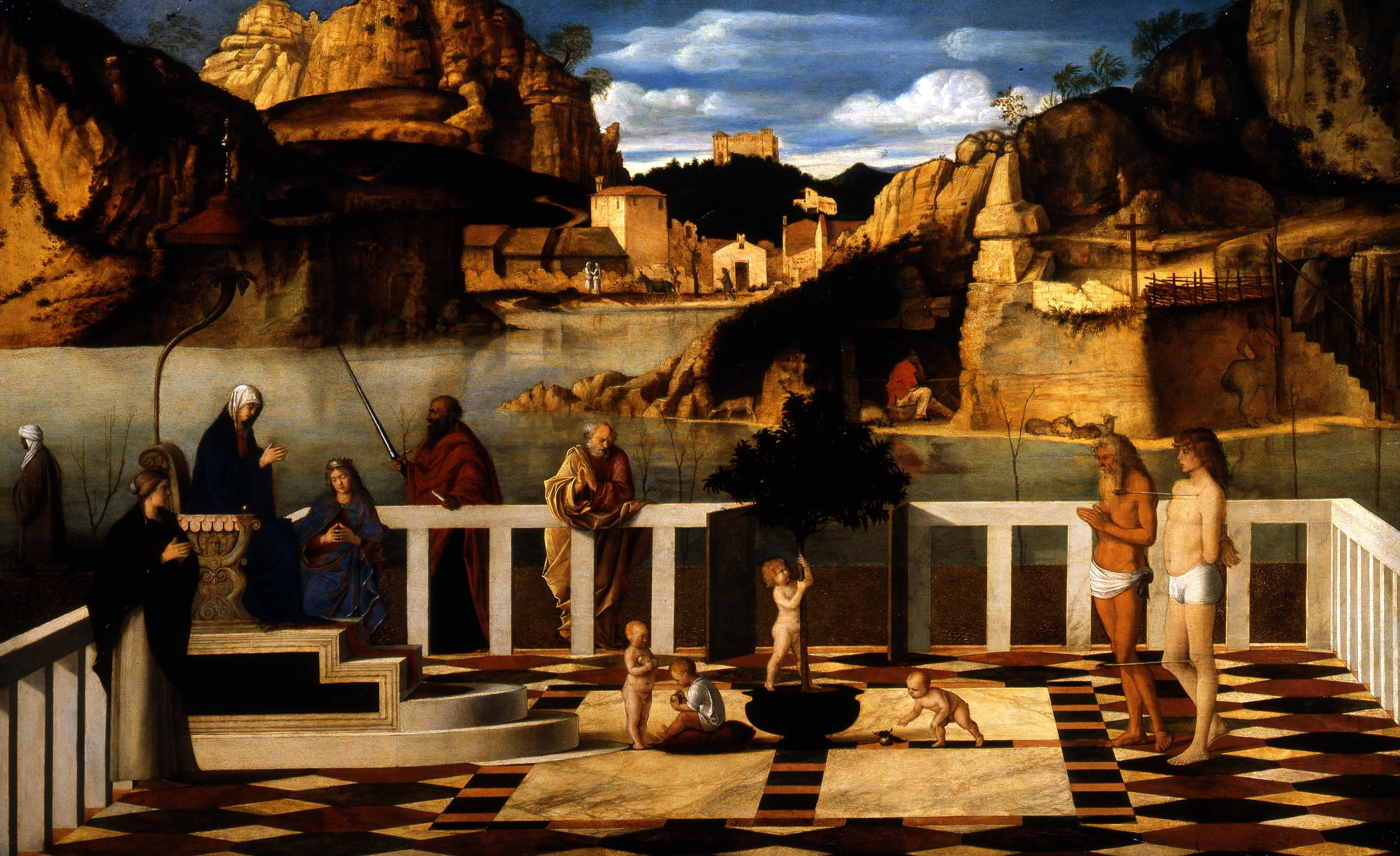
Holy Allegory, Uffizi, Florence
Imago Pietatis (1460 - 1469)
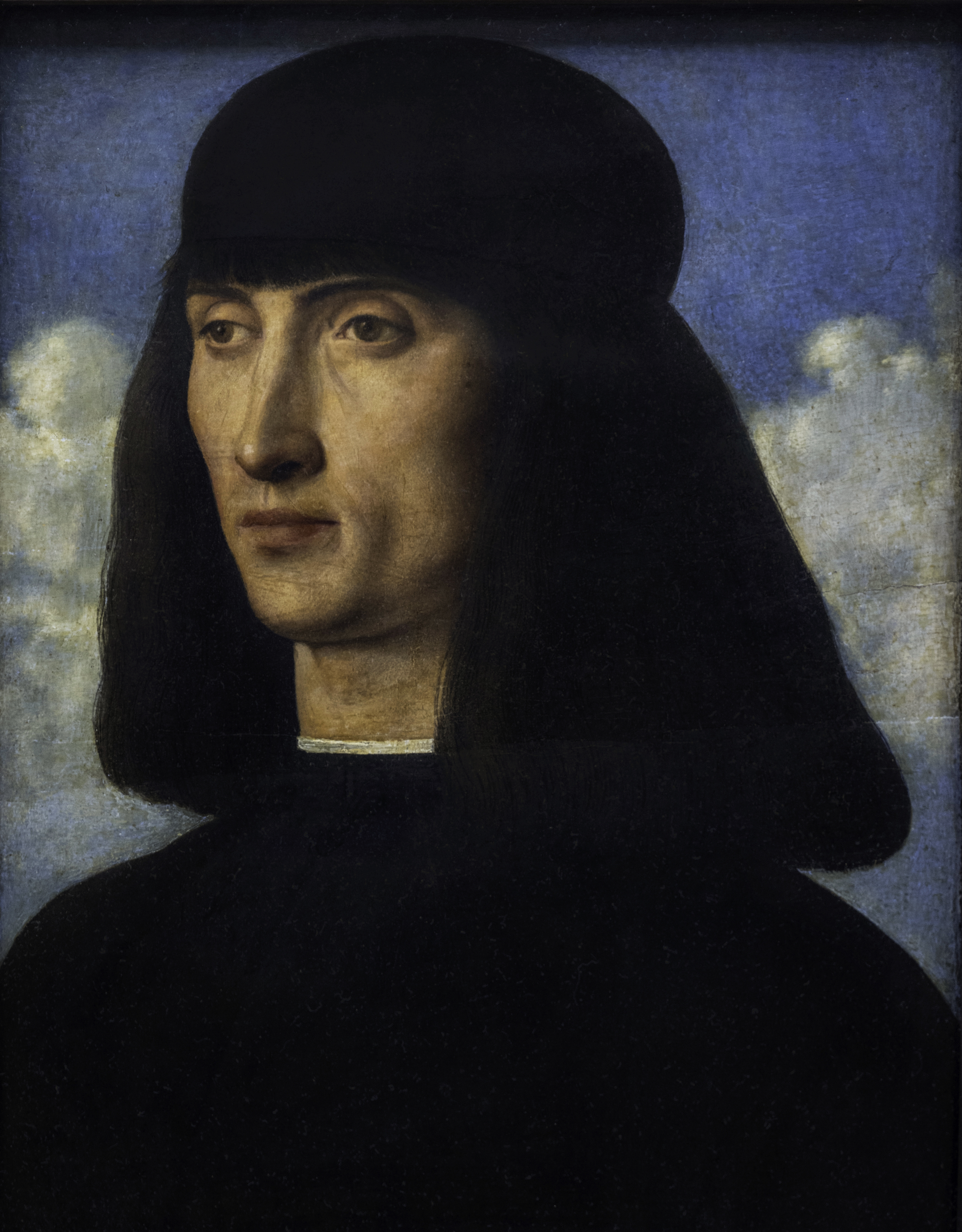
Portrait of a Man